# Shadow of Memories
Shadow of Memories, japanska: シャドウ・オブ・メモリーズ, Shadow of Destiny i Nordamerika, är ett spel utvecklat till Playstation 2, Xbox, Microsoft Windows och Playstation Portable och utgivet av Konami. Spelet släpptes i februari 2001 i Japan och i mars 2001 i Nordamerika och Europa.